# Lemuria gracilis
För andra betydelser, se Lemuria.
Lemuria gracilis är en fjärilsart som beskrevs av Butler 1882. Lemuria gracilis ingår som enda art i släktet Lemuria och familjen snigelspinnare. Inga underarter finns listade i Catalogue of Life.